# Albert Van Vlierberghe
Albert Van Vlierberghe (ur. 18 marca 1942 w Belsele, zm. 20 grudnia 1991 w Sint-Niklaas) – belgijski kolarz szosowy, torowy i przełajowy, brązowy medalista szosowych mistrzostw świata.

## Kariera
Największy sukces w karierze Albert Van Vlierberghe osiągnął w 1964 roku, kiedy wspólnie z René Heuvelmansem, Rolandem De Neve i Rolandem Van De Rijse zdobył brązowy medal w drużynowej jeździe na czas na szosowych mistrzostwach świata w Sallanches. Był to jednak jedyny medal wywalczony przez niego na międzynarodowej imprezie tej rangi. W 1964 roku wziął udział w igrzyskach olimpijskich w Tokio, gdzie Belgowie zajęli w tej konkurencji trzynaste miejsce. Na tych samych igrzyskach wystartował też na torze, razem z kolegami z reprezentacji odpadł jednak już w eliminacjach drużynowego wyścigu na dochodzenie. Ponadto w 1966 roku wygrał belgijski Omloop der Vlaamse Gewesten, w 1969 roku wygrał Giro delle Tre Provincie, w 1971 roku zwyciężył w Grote Prijs Stad Zottegem, a dwa lata później był najlepszy w Grand Prix de Wallonie. Siedmiokrotnie startował w Tour de France, wygrywając łącznie trzy etapy w trzech różnych edycjach. Najlepszy wynik osiągnął w 1971 roku, kiedy zajął 29. miejsce w klasyfikacji generalnej. Wygrał także trzy etapy Giro d'Italia, a w klasyfikacji generalnej najlepiej wypadł w 1971 roku, zajmując 36. pozycję. Jako zawodowiec startował w latach 1966-1980.